# FreeRADIUS
FreeRADIUS je v informatice implementace RADIUS serveru, která je k dispozici jako open source pod licencí GPL. Používá se k autentizaci a autorizaci.

## Autorizace
Pro autorizaci lze použít následující technologie:
- Lokální soubory
- Lokální DB/DBM databáze
- LDAP databáze
  - Novell eDirectory
  - Sun One Directory Server
  - OpenLDAP
  - LDAPv3 compliant directory
- Místní spustitelné programy (například CGI programy)
- Perl programy
- Python programy
- Java programy
- SQL relační databáze
  - Oracle
  - MySQL
  - PostgreSQL
  - Sybase
  - IBM DB2
  - Jakékoliv iODBC nebo unixODBC podporované databáze

## Autentizace
Pro autentizaci lze použít následující technologie:
- Nešifrované heslo v lokálním konfiguračním souboru (PAP)
- Zašifrované heslo v lokálním konfiguračním souboru
- CHAP (anglicky)
- MS-CHAP
- MS-CHAPv2
- Windows Domain Controller Autentizace (via ntlm auth a winbind)
- Propojení s dalším RADIUS serverem
- Systémové autentizace (například jako obvykle používané /etc/passwd)
- PAM (Pluggable Authentication Modules)
- LDAP (PAP pouze)
- PAM (PAP pouze)
- CRAM
- Perl program
- Python program
- SIP Digest (Cisco VoIP boxes, SER)
- Lokální programy. (Například CGI program.)
- Netscape-MTA-MD5 zašifrované heslo
- Kerberos autentizace
- X9.9 autetikační token (e.g. CRYPTOCard)
- EAP Bezdrátová (wifi zařízení) požívající autentizační metody.
  - EAP-MD5
  - Cisco LEAP
  - EAP-MSCHAP-V2 (implementace f. Microsoft),
  - EAP-GTC
  - EAP-SIM
  - EAP-TLS
  - EAP-TTLS
  - EAP-PEAP